# Телевизионна кула Прадед
Телевизионната кула Прадед (на чешки: Vysílač na Pradědu) е телевизионна кула в Чехия с височина от 145,5 метра.
Намира се на връх Прадед, в северозападната част на Моравско-силезки край, до границата с Оломоуцки край.
В подножието на кулата, в допълнение към релейни устройства, е разположен хотел с ресторант и метеорологична станция. A на височина 1563 метра н.в. разполага с площадка за наблюдение.
От там се предават 8 радиопрограми и 3 мултиплекса на ефирна цифрова телевизия.